# Russische Eishockeymeisterschaft der Frauen 1997/98
Die Saison 1997/98 war die dritte Spielzeit der russischen Eishockeymeisterschaft der Frauen (russisch Чемпионат России по хоккею с шайбой среди женщин), der höchsten Spielklasse im russischen Fraueneishockey.
Den Meistertitel sicherte sich zum dritten Mal in Folge die Mannschaft von ZSK WWS Moskau vor Spartak Jekaterinburg und Spartak Moskau.

## Modus
Die dritte Saison der russischen Frauen-Meisterschaft wurde vom 14. September 1997 bis zum 24. Februar 1998 ausgetragen. Die Austragung erfolgte in Form von drei Turnieren, die in Samara (14. bis 21. September 1997), Jekaterinburg (10. bis 14. Dezember 1997) und Tscheljabinsk (20. bis 24. Februar 1998) stattfanden.
An der Meisterschaft nahmen sieben russische Vereinsmannschaften sowie erneut die kasachische Frauen-Nationalmannschaft als Gastmannschaft teil. Neu im Wettbewerb war die Jugendsportschule DJuSSch-12 Jaroslawl sowie Meteliza Tscheljabinsk.
Am ersten Turnier nahmen fünf Teams teil, die eine Einfachrunde austrugen. An den folgenden beiden Turnieren nahmen jeweils sieben Mannschaften teil, die jeweils in zwei Gruppen eine Einfachrunde und anschließend die Endplatzierung im Playoff-Modus austrugen. Die endgültige Platzierung in der nationalen Meisterschaft wurden durch die Summe der Einzelplatzierungen bei den drei Turnieren bestimmt.
Beim ersten Turnier und in den Gruppenphasen des zweiten und dritten Turniers wurde nach der Zwei-Punkte-Regel gespielt; für einen Sieg erhielt damit jede Mannschaft zwei Punkte, bei einem Unentschieden gab es ein Punkt und bei einer Niederlage null Punkte.

## Ergebnisse

### Turnier in Samara
Am Turnier in Samara nahmen fünf Mannschaften teil: ZSK WWS Moskau, Spartak Jekaterinburg, die kasachische Nationalmannschaft, Spartak Moskau und Irtysch (Awangard) Omsk.
| Platz | Klub                           |
| ----- | ------------------------------ |
| 1.    | ZSK WWS Moskau                 |
| 2.    | Spartak Jekaterinburg          |
| 3.    | Kasachische Nationalmannschaft |
| 4.    | Spartak Moskau                 |
| 5.    | Irtysch Omsk                   |

### Turnier in Jekaterinburg
Am Turnier in Jekaterinburg, das im Sportpalast der Gewerkschaften ausgetragen wurde, nahmen sieben Mannschaften teil: ZSK WWS Moskau, Spartak Moskau, Spartak Jekaterinburg, die kasachische Nationalmannschaft, DJuSSch-12 Jaroslawl, Meteliza Tscheljabinsk und Lokomotive Krasnojarsk.
Spiel um Platz 5 bis 7
- DJuSSch-12 Jaroslawl – Meteliza Tscheljabinsk 20:0
- Lokomotive Krasnojarsk – DJuSSch-12 Jaroslawl 11:3

Halbfinale
- ZSK WWS Moskau – Spartak Moskau 12:0
- Spartak Jekaterinburg – Kasachstan 8:1

Spiel um Platz 3
- Kasachstan – Spartak Moskau 5:2

Finale
- ZSK WWS Moskau – Spartak Jekaterinburg 8:1

Endstand
| Platz | Klub                           |
| ----- | ------------------------------ |
| 1.    | ZSK WWS Moskau                 |
| 2.    | Spartak Jekaterinburg          |
| 3.    | Kasachische Nationalmannschaft |
| 4.    | Spartak Moskau                 |
| 5.    | Lokomotive Krasnojarsk         |
| 6.    | DJuSSch-12 Jaroslawl           |
| 7.    | Meteliza Tscheljabinsk         |
| 8.    | Irtysch Omsk (ohne Teilnahme)  |

Die beste Torschützin des Turniers wurde Wioletta Simonowa (ZSK WWS Moskau) mit 15 Toren. Als beste Spielerinnen wurden Irina Wotinzew (Torhüterin, Spartak Jekaterinburg), Oxana Taikewitsch (Verteidigerin, Kasachstan) und Julija Perowa (Stürmerin, Spartak Jekaterinburg) ausgezeichnet.

### Turnier in Tscheljabinsk
Am Turnier in Tscheljabinsk, das im Sportpalast der Gewerkschaften ausgetragen wurde, nahmen sieben Mannschaften teil: ZSK WWS Moskau, Spartak Moskau, Spartak Jekaterinburg, die kasachische Nationalmannschaft, DJuSSch-12 Jaroslawl, Meteliza Tscheljabinsk und Irtysch Omsk.

#### Gruppe A
Ergebnisse
- ZSK WWS Moskau – Kasachstan 8:3
- Kasachstan – Irtysch Omsk 10:1
- ZSK WWS Moskau – Irtysch Omsk 23:2

Tabelle
|    | Klub           | Sp | S | U | N | T  | GT | Punkte |
| -- | -------------- | -- | - | - | - | -- | -- | ------ |
| 1. | ZSK WWS Moskau | 2  | 2 | 0 | 0 | 31 | 5  | 4      |
| 2. | Kasachstan     | 2  | 1 | 0 | 1 | 13 | 9  | 2      |
| 3. | Irtysch Omsk   | 2  | 0 | 0 | 2 | 3  | 33 | 0      |

Abkürzungen: Sp = Spiele, S = Siege, U = Unentschieden, N = Niederlagen, T = Tore, GT = Gegentore

#### Gruppe B
Ergebnisse
- Spartak Jekaterinburg – Spartak Moskau 5:1
- DJuSSch-12 Jaroslawl  – Meteliza Tscheljabinsk 9:2
- Spartak Jekaterinburg – DJuSSch-12 Jaroslawl  16:0
- Spartak Moskau – Meteliza Tscheljabinsk 14:0
- DJuSSch-12 Jaroslawl  – Spartak Moskau 2:8
- Meteliza Tscheljabinsk – Spartak Jekaterinburg 0:23

Tabelle
|    | Klub                   | Sp | S | U | N | T  | GT | Punkte |
| -- | ---------------------- | -- | - | - | - | -- | -- | ------ |
| 1. | Spartak Jekaterinburg  | 3  | 3 | 0 | 0 | 44 | 1  | 6      |
| 2. | Spartak Moskau         | 3  | 2 | 0 | 1 | 23 | 7  | 4      |
| 3. | DJuSSch-12 Jaroslawl   | 3  | 1 | 0 | 2 | 11 | 26 | 2      |
| 4. | Meteliza Tscheljabinsk | 3  | 0 | 0 | 3 | 2  | 46 | 0      |

Abkürzungen: Sp = Spiele, S = Siege, U = Unentschieden, N = Niederlagen, T = Tore, GT = Gegentore

#### Finalrunde
Halbfinale
- ZSK WWS Moskau – Spartak Moskau 11:0
- Spartak Jekaterinburg – Kasachstan 3:0

Spiele um Platz 5 bis 7
- Irtysch Omsk – Meteliza Tscheljabinsk 7:0
- Irtysch Omsk – DJuSSch-12 Jaroslawl  8:5

Spiel im Platz 3
- Kasachstan – Spartak Moskau 3:0

Finale
- ZSK WWS Moskau – Spartak Jekaterinburg 6:0

#### Endstand
| Platz | Klub                                    |
| ----- | --------------------------------------- |
| 1.    | ZSK WWS Moskau                          |
| 2.    | Spartak Jekaterinburg                   |
| 3.    | Kasachische Nationalmannschaft          |
| 4.    | Spartak Moskau                          |
| 5.    | Irtysch Omsk                            |
| 6.    | DJuSSch-12 Jaroslawl                    |
| 7.    | Meteliza Tscheljabinsk                  |
| 8.    | Lokomotive Krasnojarsk (ohne Teilnahme) |

Als beste Spielerinnen wurden Julija Nafikowa (Torhüterin, Meteliza Tscheljabinsk), Ljudmila Kretschetnikowa (Verteidigerin, Spartak Jekaterinburg), Wioletta Simonowa (Stürmerin, ZSK WWS Moskau) ausgezeichnet.

## Endstand
|    | Klub                    | 1. Turnier | 2. Turnier | 3. Turnier | Gesamt |
| -- | ----------------------- | ---------- | ---------- | ---------- | ------ |
| 1. | ZSK WWS Moskau          | 1          | 1          | 1          | 3      |
| 2. | Spartak Jekaterinburg   | 2          | 2          | 2          | 6      |
|    | Kasachstan              | 3          | 3          | 3          | 9      |
| 3. | Spartak Moskau          | 4          | 4          | 4          | 12     |
| 4. | Irtysch (Awangard) Omsk | 5          | 8          | 5          | 18     |
| 5. | DJuSSch-12 Jaroslawl    | 7          | 6          | 6          | 19     |
| 6. | Lokomotive Krasnojarsk  | 7          | 5          | 8          | 20     |
| 7. | Meteliza Tscheljabinsk  | 7          | 7          | 7          | 21     |